# Ивановский сельсовет (Зейский район)
Ива́новский сельсове́т — муниципальное образование со статусом сельского поселения в составе Зейского района Амурской области. 
Административный центр — село Ивановка.

## История
31 октября 2005 года в соответствии с Законом Амурской области № 73-ОЗ муниципальное образование наделено статусом сельского поселения.

## Население
| 2002 | 2010 | 2011 | 2012 | 2013 | 2014 | 2015 |
| ---- | ---- | ---- | ---- | ---- | ---- | ---- |
| 474  | ↗504 | ↘502 | ↘500 | ↘498 | ↗499 | ↘364 |
| 2016 | 2017 | 2018 | 2021 |      |      |      |
| ↘316 | ↘301 | ↘297 | ↘232 |      |      |      |

## Состав сельского поселения
| № | Населённый пункт | Тип населённого пункта       | Население |
| - | ---------------- | ---------------------------- | --------- |
| 1 | Ивановка         | село, административный центр | ↘232      |